# 市原市立八幡小学校
市原市立八幡小学校（いちはらしりつ やわたしょうがっこう）は、千葉県市原市八幡にある公立小学校。文部科学省の学校コードはB112210004333、旧学校調査番号は121051。通称は八小。

## 概要
市原市北西部の市原地区に位置する。姉崎小学校、戸田小学校、牛久小学校、鶴舞小学校と並んで市原市の小学校で最も古く、2023年（令和5年）で開校から150周年を迎えた。

## 沿革

### 概歴
1873年（明治6年）に八幡小学校として開校した。当時所在した場所は現在の八幡宿駅西口ロータリー付近である。1886年（明治19年）には小学校令発布により八幡尋常小学校と改称し、1888年（明治21年）には五所尋常小学校〈初代〉を併合して八幡尋常高等小学校と改称した。1941年（昭和16年）には国民学校令公布により八幡国民学校と改称。
戦後の1947年（昭和22年）4月には、学校教育法施行により八幡町立八幡小学校と改称した。1949年（昭和24年）に山木に八幡町立八幡小学校山木分校を設置。1955年（昭和30年）には市原町立八幡小学校、1963年（昭和38年）に市原市立八幡小学校と改称している。その間、1962年（昭和37年）に山木分校を廃止した。1966年（昭和41年）に児童数増加による校舎建て替えのため現在地へ移転、さらに増加が見込まれたことから1970年（昭和45年）に市原市立白金小学校、1974年（昭和49年）に市原市立石塚小学校を分離している。2001年（平成13年）に校舎の建て替えを実施した。

### 年表
- 1873年（明治6年） - 旧・五所小学校開校[4]。
- 1874年（明治7年） - 八幡小学校開校[4]。
- 1886年（明治19年） - 小学校令発布に伴いそれぞれ五所尋常小学校・八幡尋常小学校に改称[4]。
- 1888年（明治21年） - 旧・五所小学校と八幡小学校が併合し八幡尋常高等小学校開校[4]。
- 1915年（大正4年） - 暴風による校舎損壊[4]。
- 1923年 - 関東大震災による校舎大破[4]。
- 1941年（昭和16年） - 国民学校令により八幡国民学校に改称[4]。
- 1947年（昭和22年） - 学校教育法施行に伴い八幡町立八幡小学校に改称[4]。
- 1949年（昭和24年） - 山木分校設置[4]。
- 1955年（昭和30年） - 八幡町と菊間村の合併に伴う市原町町制施行により市原町立八幡小学校に改称[4]。
- 1962年（昭和37年） - 山木分校設置[4]。
- 1963年 （昭和38年）- 旧市原郡5町合併による市原市市制施行に伴い市原市立八幡小学校に改称[4]。
- 1966年（昭和41年） - 旧敷地では児童数増加に対応できなかったため現在地に新校舎を建設して移転[4]。
- 1970年（昭和45年） - 児童数増加により市原市立白金小学校を分離[4]。
- 1974年（昭和49年） - 児童数増加により市原市立石塚小学校分離[4]。
- 1988年（昭和63年） - 創立100周年[4]。
- 2001年（平成13年） - 校舎2棟増築[4]。
- 2019年（令和元年） - 一部教室を除くほぼすべての教室にエアコン整備完了[4]。

## 校則

### 校歌
- 作詞：松原至大[5]
- 作曲：弘田龍太郎[5]

## 施設

### 敷地
敷地の詳細は以下の通りである。
| 所在地     | 〒290-0062 千葉県市原市八幡530番地 |
| 所有者     | 市原市                             |
| 敷地面積   | 26,430m2                           |
| 用途地域   | 第一種低層住居専用地域             |
| 指定建蔽率 | 30%                                |
| 指定容積率 | 50%                                |
| 取得価格   | 1,015,930,520円                    |

### 建物
敷地内の建物は以下の通りである。
| 棟番号 | 棟名称     | 構造主体 | 階数        | 延床面積   | 建築年 | 耐震情報             |
| ------ | ---------- | -------- | ----------- | ---------- | ------ | -------------------- |
| 001    | 校舎-2     | RC造     | 地上2階建て | 2,665.00m2 | 2001年 | 新耐震               |
| 002    | 体育館     | S造      | 地上2階建て | 1,122.00m2 | 1971年 | 耐震工事済、IS値0.72 |
| 003    | 校舎-2     | RC造     | 地上2階建て | 1,027.00m2 | 2001年 | 新耐震               |
| 004    | 校舎-1     | RC造     | 地上2階建て | 785.00m2   | 1967年 | 耐震工事済、IS値0.83 |
| 005    | 校舎-3     | RC造     | 地上2階建て | 276.00m2   | 2016年 | 新耐震               |
| 006    | 倉庫・物置 | S造      | 地上1階建て | 57.00m2    | 1985年 | -                    |
| 007    | 倉庫・物置 | S造      | 地上1階建て | 28.00m2    | 1996年 | -                    |
| 008    | 倉庫・物置 | S造      | 地上1階建て | 28.00m2    | 1996年 | -                    |
| 009    | 倉庫・物置 | S造      | 地上1階建て | 27.00m2    | 2000年 | -                    |
| 010    | 倉庫・物置 | S造      | 地上1階建て | 9.00m2     | 1970年 | -                    |

### 併設
- 八幡小学校児童クラブ（学童保育）

## 規模

### 現在
2023年（令和5年）4月1日現在の学校規模は以下の通りである。
| 児童数       | 382名    | 1年生    | 69名     | 学級数   | 15学級   | 1年生    | 2学級    |
| 児童数       | 382名    | 2年生    | 67名     | 学級数   | 15学級   | 2年生    | 2学級    |
| 児童数       | 382名    | 3年生    | 52名     | 学級数   | 15学級   | 3年生    | 2学級    |
| 児童数       | 382名    | 4年生    | 62名     | 学級数   | 15学級   | 4年生    | 2学級    |
| 児童数       | 382名    | 5年生    | 67名     | 学級数   | 15学級   | 5年生    | 2学級    |
| 児童数       | 382名    | 6年生    | 65名     | 学級数   | 15学級   | 6年生    | 2学級    |
| 通学区域面積 | 3.845km2 | 3.845km2 | 3.845km2 | 3.845km2 | 3.845km2 | 3.845km2 | 3.845km2 |
| 通学区域人口 | 7,759人  | 7,759人  | 7,759人  | 7,759人  | 7,759人  | 7,759人  | 7,759人  |

### 推移
学校規模の推移は以下の通りである。
| 年度                   | 全校児童数 | 学級数 | 備考 |
| ---------------------- | ---------- | ------ | ---- |
| 2007年度（平成19年度） | 325名      | 16学級 |      |
| 2008年度（平成20年度） | 340名      | 16学級 |      |
| 2009年度（平成21年度） | 367名      | 17学級 |      |
| 2010年度（平成22年度） | 368名      | 17学級 |      |
| 2011年度（平成23年度） | 368名      | 17学級 |      |
| 2012年度（平成24年度） | 373名      | 17学級 |      |
| 2013年度（平成25年度） | 373名      | 18学級 |      |
| 2014年度（平成26年度） | 380名      | 18学級 |      |
| 2015年度（平成27年度） | 390名      | 18学級 |      |
| 2016年度（平成28年度） | 401名      | 19学級 |      |
| 2017年度（平成29年度） | 436名      | 20学級 |      |
| 2018年度（平成30年度） | 437名      | 17学級 |      |
| 2019年度（平成31年度） | 421名      | 16学級 |      |
| 2020年度（令和2年度）  | 394名      | 16学級 |      |
| 2021年度（令和3年度）  | 344名      | 15学級 |      |
| 2022年度（令和4年度）  | 382名      | 15学級 |      |
| 2023年度（令和5年度）  | 382名      | 15学級 |      |

## 通学区域
以下の町丁字とその範囲を通学区域に指定している。
- 八幡海岸通の一部
- 八幡の一部
- 五所の一部
- 菊間の一部

## 通学区域内施設
- 千葉県立市原八幡高等学校
- 市原市立八幡中学校
- 旧市原市立八幡東中学校跡
- 千葉県消防学校
- イトーヨーカドー八幡宿店（閉店）
- トイザらス市原店（閉店）

## 中学校区
- 市原市立八幡中学校

## 隣接小学校区
- 市原市立石塚小学校
- 市原市立菊間小学校
- 市原市立若宮小学校
- 市原市立市原小学校
- 市原市立五所小学校

## アクセス
- 八幡宿駅から徒歩8分